# Константиновка (Куйбышевский район)
Константиновка — деревня в Куйбышевском районе Новосибирской области. Входит в состав Горбуновского сельсовета.

## География
Площадь деревни — 63 гектара.

## История
Основана в 1895 г. В 1926 году состояла из 100 хозяйств, основное население — русские. Центр Константиновского сельсовета Барабинского района Барабинского округа Сибирского края.

## Население
| 1926 | 2002 | 2007 | 2010 |
| ---- | ---- | ---- | ---- |
| 595  | ↘312 | ↗363 | ↘275 |

## Инфраструктура
В деревне по данным на 2007 год функционируют 1 учреждение здравоохранения и 1 учреждение образования.